# Hemsedal
Hemsedal là một đô thị ở hạt Buskerud, Na Uy.
Hemsedal đã được tách từ Gol năm 1897.
Về phía bắc đô thị này giáp Vang và Vestre Slidre ở hạt Oppland, về phía đông giápNord-Aurdal, Oppland và Gol, về phía nam giápÅl và Hol, còn về phía tây giáp Lærdal ở hạt Sogn og Fjordane.
Hemsedal là khu vực trượt tuyến lớn thứ nhì ở Na Uy.
Dạng tiếng Na Uy cổ của tên gọi là Hemsudalr. Tiếp đầu ngữ là sở hữu cách của một con sông tên Hemsa (nay là Hemsil), yếu tố cuối là dalr nghĩa là 'thung lũng'. Nghĩa của tên con sông không rõ.
The huy hiệu được chọn vào thời hiện đại (1992).